# Bittacus burgeoni
Bittacus burgeoni is een schorpioenvlieg uit de familie van de hangvliegen (Bittacidae). De wetenschappelijke naam van de soort is voor het eerst geldig gepubliceerd door Navás in 1930.
De soort komt voor in Congo-Kinshasa.